# More than Friends (bài hát của Jason Mraz)
"More than Friends" là bài hát của ca sĩ-nhạc sĩ người Mỹ Jason Mraz hợp tác với ca sĩ-nhạc sĩ người Mỹ Meghan Trainor trong album phòng thu thứ sáu của anh Know (2018). Bài hát do Mraz, Trainor, Jonathan Green, Andrew Wells sáng tác, và Andrew Wells sản xuất.

## Bảng xếp hạng
| Bảng xếp hạng (2018)                 | Vị trí cao nhất |
| ------------------------------------ | --------------- |
| Bỉ (Ultratip Flanders)               | 49              |
| Hoa Kỳ Adult Pop Airplay (Billboard) | 32              |

## Lịch sử phát hành
| Quốc gia | Ngày                | Định dạng              | Nhãn     | Chú thích |
| -------- | ------------------- | ---------------------- | -------- | --------- |
| Hoa Kỳ   | 8 tháng 10 năm 2018 | Hot adult contemporary | Atlantic | [ 3 ]     |